# Aston Martin Racing

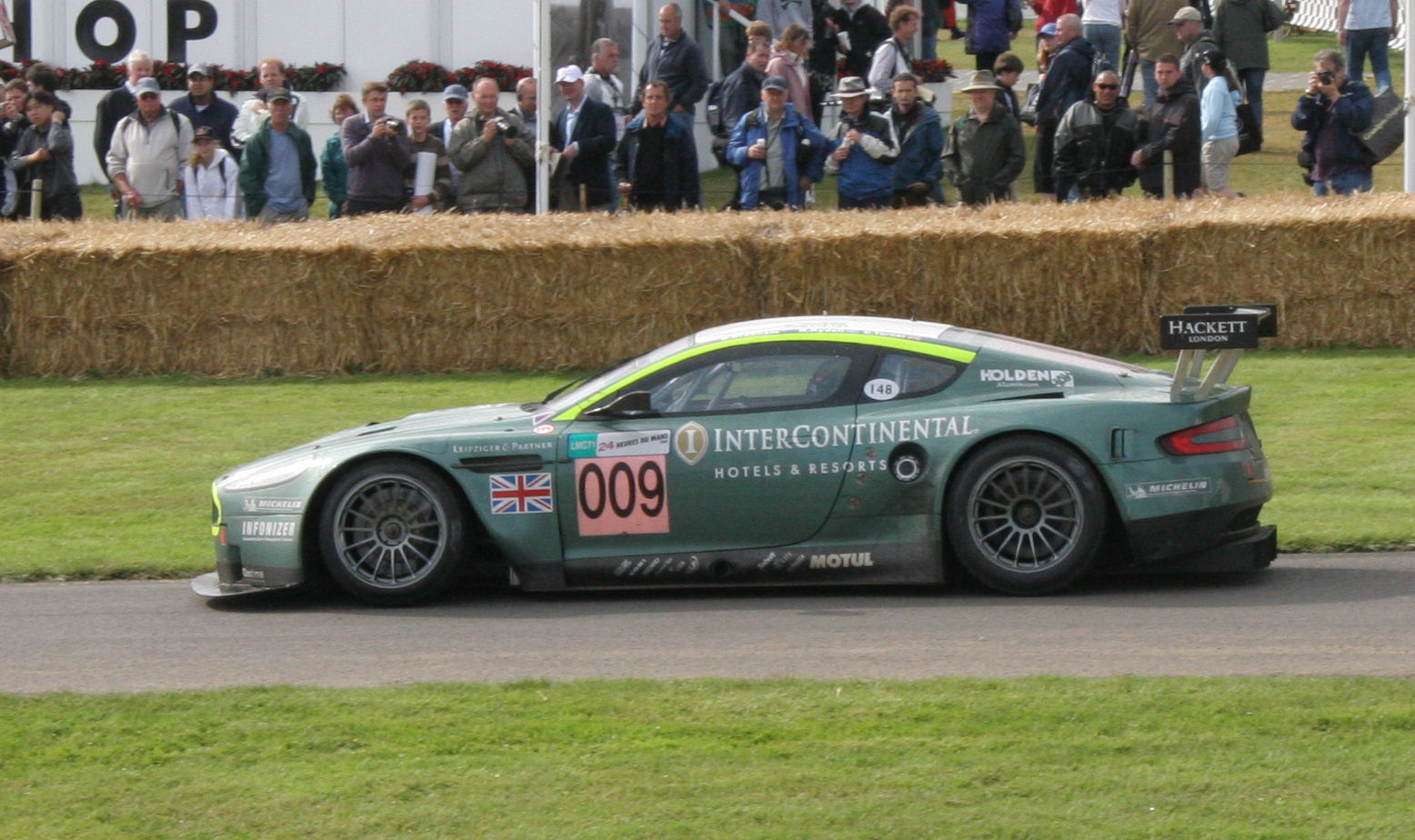
Aston Martin DBR9, el cual ganó las 24 Horas de Le Mans de 2007 en la clase GT1.

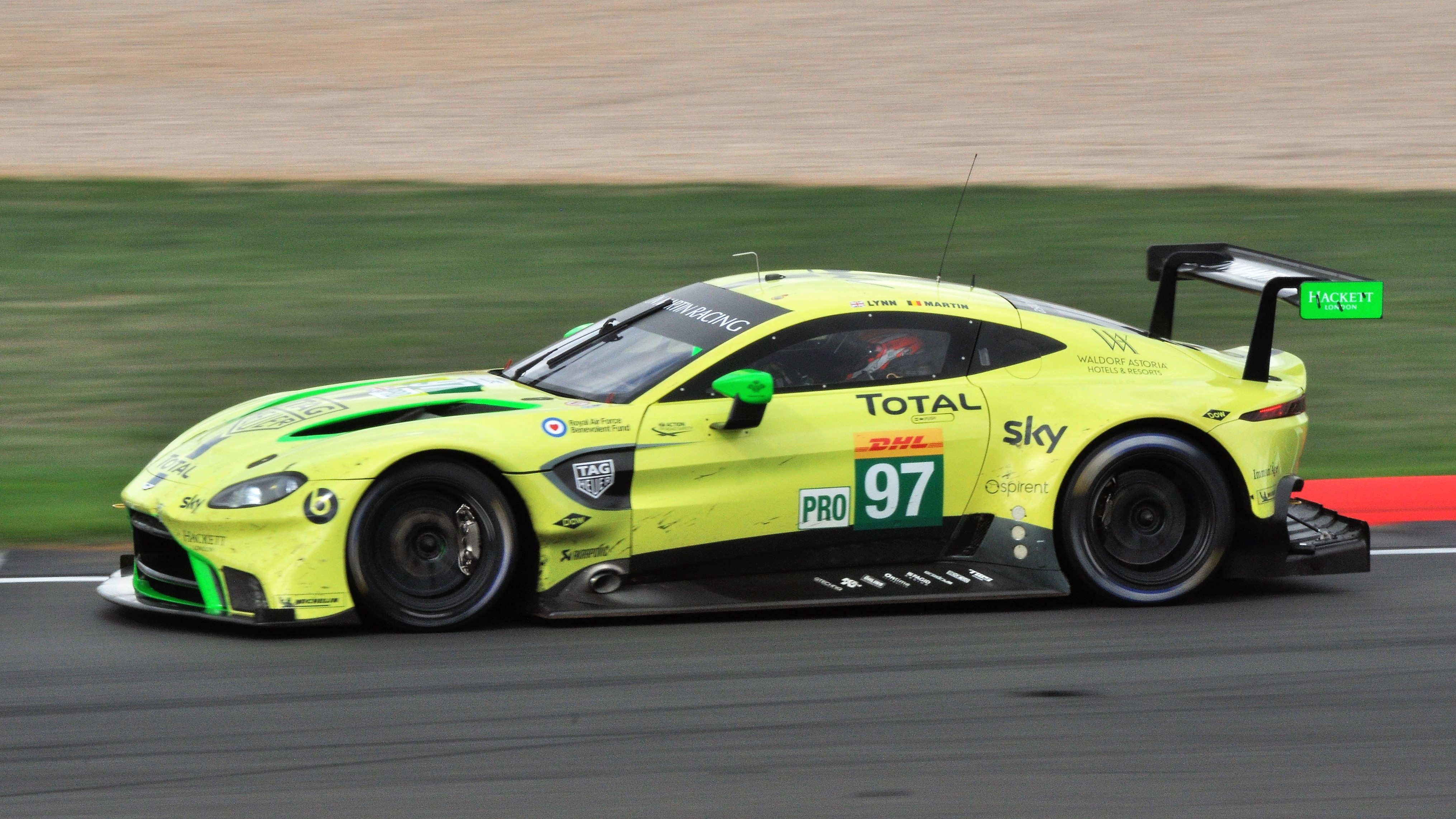
Vantage GTE usado en la temporada 2018-19 del WEC.

Aston Martin Racing es un equipo británico de automovilismo establecido en 2004 como sociedad entre fabricante de automóviles Aston Martin y grupo de ingeniería Prodrive. La sociedad fue inicialmente creada con el propósito de hacer regresar a Aston Martin al automovilismo con el DBR9, una variante fuertemente modificada del Aston Martin DB9. Desde el debut del DBR9 en 2005, Aston Martin Racing se ha expandido para construir una variedad de coches disponibles a clientes, así como desarrollo del Motor V12 de Aston Martin para el uso en Prototipos de Le Mans. Aston Martin Racing ha conseguido varios éxitos a lo largo de los últimos años.

## Resultados

### 24 Horas de Le Mans
| Año     | Equipo                                    | N.º | Automóvil                | Pilotos                                               | Clase     | Vueltas | Pos. | Pos. Clase |
| ------- | ----------------------------------------- | --- | ------------------------ | ----------------------------------------------------- | --------- | ------- | ---- | ---------- |
| 2005    | Aston Martin Racing                       | 58  | Aston Martin DBR9        | Peter Kox Pedro Lamy Tomáš Enge                       | GT1       | 327     | DNF  | DNF        |
| 2005    | Aston Martin Racing                       | 59  | Aston Martin DBR9        | David Brabham Stéphane Sarrazin Darren Turner         | GT1       | 333     | 9.º  | 3.º        |
| 2006    | Aston Martin Racing                       | 007 | Aston Martin DBR9        | Darren Turner Tomáš Enge Andrea Piccini               | GT1       | 350     | 6.º  | 2.º        |
| 2006    | Aston Martin Racing                       | 009 | Aston Martin DBR9        | Pedro Lamy Stéphane Sarrazin Stéphane Ortelli         | GT1       | 342     | 10.º | 5.º        |
| 2007    | Aston Martin Racing                       | 007 | Aston Martin DBR9        | Johnny Herbert Peter Kox Tomáš Enge                   | GT1       | 337     | 9.º  | 4.º        |
| 2007    | Aston Martin Racing                       | 009 | Aston Martin DBR9        | David Brabham Darren Turner Rickard Rydell            | GT1       | 343     | 5.º  | 1.º        |
| 2007    | Aston Martin Racing Larbre                | 006 | Aston Martin DBR9        | Patrick Bornhauser Roland Bervillé Gregor Fisken      | GT1       | 272     | 29.º | 13.º       |
| 2007    | Aston Martin Racing Larbre                | 008 | Aston Martin DBR9        | Christophe Bouchut Fabrizio Gollin Casper Elgaard     | GT1       | 341     | 7.º  | 3.º        |
| 2007    | Aston Martin Racing BMS                   | 100 | Aston Martin DBR9        | Fabio Babini Jamie Davies Matteo Malucelli            | GT1       | 336     | 11.º | 6.º        |
| 2008    | Charouz Racing System Aston Martin Racing | 10  | Lola B08/60-Aston Martin | Jan Charouz Tomáš Enge Stefan Mücke                   | LMP1      | 354     | 9.º  | 9.º        |
| 2008    | Aston Martin Racing                       | 007 | Aston Martin DBR9        | Heinz-Harald Frentzen Andrea Piccini Karl Wendlinger  | GT1       | 339     | 16.º | 4.º        |
| 2008    | Aston Martin Racing                       | 009 | Aston Martin DBR9        | David Brabham Antonio García Darren Turner            | GT1       | 344     | 13.º | 1.º        |
| 2009    | AMR Eastern Europe                        | 007 | Lola-Aston Martin B09/60 | Jan Charouz Tomáš Enge Stefan Mücke                   | LMP1      | 373     | 4.º  | 4.º        |
| 2009    | Aston Martin Racing                       | 008 | Lola-Aston Martin B09/60 | Anthony Davidson Darren Turner Jos Verstappen         | LMP1      | 342     | 13.º | 11.º       |
| 2009    | Aston Martin Racing                       | 009 | Lola-Aston Martin B09/60 | Stuart Hall Harold Primat Peter Kox                   | LMP1      | 252     | DNF  | DNF        |
| 2010    | Aston Martin Racing                       | 007 | Lola-Aston Martin B09/60 | Harold Primat Stefan Mücke Adrián Fernández           | LMP1      | 365     | 6.º  | 5.º        |
| 2010    | Aston Martin Racing                       | 009 | Lola-Aston Martin B09/60 | Darren Turner Juan Barazi Sam Hancock                 | LMP1      | 368     | DNF  | DNF        |
| 2010    | Signature-Plus                            | 008 | Lola-Aston Martin B09/60 | Pierre Ragues Franck Mailleux Vanina Ickx             | LMP1      | 302     | DNF  | DNF        |
| 2010    | Young Driver AMR                          | 52  | Aston Martin DBR9        | Tomáš Enge Christoffer Nygaard Peter Kox              | LMGT1     | 311     | 22.º | 3.º        |
| 2011    | Aston Martin Racing                       | 007 | Aston Martin AMR-One     | Stefan Mücke Darren Turner Christian Klien            | LMP1      | 4       | DNF  | DNF        |
| 2011    | Aston Martin Racing                       | 009 | Aston Martin AMR-One     | Harold Primat Adrián Fernández Andy Meyrick           | LMP1      | 2       | DNF  | DNF        |
| 2012    | Aston Martin Racing                       | 97  | Aston Martin Vantage GTE | Stefan Mücke Adrián Fernández Darren Turner           | LMGTE Pro | 332     | 19.º | 3.º        |
| 2012    | Aston Martin Racing                       | 99  | Aston Martin Vantage GTE | Christoffer Nygaard Kristian Poulsen Allan Simonsen   | LMGTE Am  | 31      | DNF  | DNF        |
| 2013    | Aston Martin Racing                       | 95  | Aston Martin Vantage GTE | Allan Simonsen Kristian Poulsen Christoffer Nygaard   | LMGTE Am  | 2       | DNF  | DNF        |
| 2013    | Aston Martin Racing                       | 96  | Aston Martin Vantage GTE | Roald Goethe Jamie Campbell-Walter Stuart Hall        | LMGTE Am  | 301     | 30.º | 6.º        |
| 2013    | Aston Martin Racing                       | 97  | Aston Martin Vantage GTE | Darren Turner Peter Dumbreck Stefan Mücke             | LMGTE Pro | 314     | 17.º | 3.º        |
| 2013    | Aston Martin Racing                       | 98  | Aston Martin Vantage GTE | Paul Dalla Lana Bill Auberlen Pedro Lamy              | LMGTE Pro | 221     | DNF  | DNF        |
| 2013    | Aston Martin Racing                       | 99  | Aston Martin Vantage GTE | Bruno Senna Frédéric Makowiecki Rob Bell              | LMGTE Pro | 248     | DNF  | DNF        |
| 2014    | Aston Martin Racing                       | 95  | Aston Martin Vantage GTE | David Heinemeier Hansson Kristian Poulsen Nicki Thiim | LMGTE Am  | 334     | 19.º | 1.º        |
| 2014    | Aston Martin Racing                       | 97  | Aston Martin Vantage GTE | Darren Turner Stefan Mücke Bruno Senna                | LMGTE Pro | 310     | 35.º | 6.º        |
| 2014    | Aston Martin Racing                       | 98  | Aston Martin Vantage GTE | Paul Dalla Lana Pedro Lamy Christoffer Nygaard        | LMGTE Am  | 329     | 26.º | 6.º        |
| 2014    | Aston Martin Racing                       | 99  | Aston Martin Vantage GTE | Darryl O'Young Alex MacDowall Fernando Rees           | LMGTE Pro | -       | WD   | WD         |
| 2015    | Aston Martin Racing                       | 95  | Aston Martin Vantage GTE | Christoffer Nygaard Nicki Thiim Marco Sørensen        | LMGTE Pro | 330     | 27.º | 4.º        |
| 2015    | Aston Martin Racing                       | 96  | Aston Martin Vantage GTE | Roald Goethe Stuart Hall Francesco Castellacci        | LMGTE Am  | 187     | DNF  | DNF        |
| 2015    | Aston Martin Racing                       | 97  | Aston Martin Vantage GTE | Darren Turner Stefan Mücke Rob Bell                   | LMGTE Pro | 110     | DNF  | DNF        |
| 2015    | Aston Martin Racing                       | 98  | Aston Martin Vantage GTE | Paul Dalla Lana Pedro Lamy Mathias Lauda              | LMGTE Am  | 321     | NC   | NC         |
| 2015    | Aston Martin Racing V8                    | 99  | Aston Martin Vantage GTE | Fernando Rees Alex MacDowall Richie Stanaway          | LMGTE Pro | 320     | 34.º | 6.º        |
| 2016    | Aston Martin Racing                       | 95  | Aston Martin Vantage GTE | Nicki Thiim Marco Sørensen Darren Turner              | LMGTE Pro | 338     | 23.º | 5.º        |
| 2016    | Aston Martin Racing                       | 97  | Aston Martin Vantage GTE | Fernando Rees Jonathan Adam Richie Stanaway           | LMGTE Pro | 337     | 24.º | 6.º        |
| 2016    | Aston Martin Racing                       | 98  | Aston Martin Vantage GTE | Paul Dalla Lana Pedro Lamy Mathias Lauda              | LMGTE Am  | 281     | DNF  | DNF        |
| 2016    | Aston Martin Racing                       | 99  | Aston Martin Vantage GTE | Andrew Howard Liam Griffin Gary Hirsch                | LMGTE Am  | 318     | 36.º | 7.º        |
| 2017    | Aston Martin Racing                       | 95  | Aston Martin Vantage GTE | Nicki Thiim Marco Sørensen Richie Stanaway            | LMGTE Pro | 334     | 26.º | 9.º        |
| 2017    | Aston Martin Racing                       | 97  | Aston Martin Vantage GTE | Darren Turner Jonathan Adam Daniel Serra              | LMGTE Pro | 340     | 18.º | 1.º        |
| 2017    | Aston Martin Racing                       | 98  | Aston Martin Vantage GTE | Paul Dalla Lana Mathias Lauda Pedro Lamy              | LMGTE Am  | 329     | 37.º | 8.º        |
| 2018    | Aston Martin Racing                       | 95  | Aston Martin Vantage AMR | Nicki Thiim Marco Sørensen Darren Turner              | LMGTE Pro | 339     | 23.º | 8.º        |
| 2018    | Aston Martin Racing                       | 97  | Aston Martin Vantage AMR | Alex Lynn Jonathan Adam Maxime Martin                 | LMGTE Pro | 327     | 37.º | 13.º       |
| 2018    | Aston Martin Racing                       | 98  | Aston Martin Vantage GTE | Paul Dalla Lana Mathias Lauda Pedro Lamy              | LMGTE Am  | 92      | DNF  | DNF        |
| 2019    | Aston Martin Racing                       | 95  | Aston Martin Vantage AMR | Nicki Thiim Marco Sørensen Darren Turner              | LMGTE Pro | 132     | DNF  | DNF        |
| 2019    | Aston Martin Racing                       | 97  | Aston Martin Vantage AMR | Alex Lynn Jonathan Adam Maxime Martin                 | LMGTE Pro | 325     | 44.º | 12.º       |
| 2019    | Aston Martin Racing                       | 98  | Aston Martin Vantage GTE | Paul Dalla Lana Mathias Lauda Pedro Lamy              | LMGTE Am  | 87      | DNF  | DNF        |
| Fuente: |                                           |     |                          |                                                       |           |         |      |            |